# Terry D. Frazee
Terry D. Frazee (geb. vor 1973) ist ein Spezialeffektkünstler.

## Leben
Frazee begann seine Karriere 1973 als Spezialeffekt-Assistent beim Blaxploitationfilm Der Sohn des Mandingo. 1979 arbeitete er für Steven Spielberg an 1941 – Wo bitte geht’s nach Hollywood, 1982 an Ridley Scotts Blade Runner. Es folgten Engagements beim Fernsehen, wo er an den Actionserien Hardcastle & McCormick und Hunter wirkte. Anfang der 1990er Jahre arbeitete er an zwei Filmen mit Patrick Swayze in der Hauptrolle, Ghost – Nachricht von Sam und Gefährliche Brandung. 1991 begann seine Mitarbeit am Star-Trek-Franchise mit dem Science-Fiction-Film Star Trek VI: Das unentdeckte Land, die 2002 nach insgesamt fünf Filmen mit Star Trek: Nemesis endete.
2004 war er für Gore Verbinskis Piratenfilm Fluch der Karibik gemeinsam mit John Knoll, Hal T. Hickel und Charles Gibson für den Oscar in der Kategorie Beste visuelle Effekte nominiert, die Auszeichnung in diesem Jahr ging jedoch an Peter Jacksons Der Herr der Ringe: Die Rückkehr des Königs. Auch bei BAFTA Film Awards ging Frazee in der Kategorie Beste visuelle Effekte leer aus.

## Filmografie (Auswahl)
- 1973: Der Sohn des Mandingo (Slaughter's Big Rip-Off)
- 1979: 1941 – Wo bitte geht’s nach Hollywood (1941)
- 1982: Blade Runner
- 1987: No Way Out – Es gibt kein Zurück (No Way Out)
- 1988: Der Blob (The Blob)
- 1990: Ghost – Nachricht von Sam (Ghost)
- 1991: Gefährliche Brandung (Point Break)
- 1991: Star Trek VI: Das unentdeckte Land (Star Trek VI: The Undiscovered Country)
- 1994: Star Trek: Treffen der Generationen (Star Trek Generations)
- 1995: Heat
- 1996: Star Trek: Der erste Kontakt (Star Trek: First Contact)
- 1997: Air Force One
- 1998: Star Trek: Der Aufstand (Star Trek: Insurrection)
- 2002: Star Trek: Nemesis (Star Trek Nemesis)
- 2003: Fluch der Karibik (Pirates of the Caribbean: The Curse of the Black Pearl)

## Auszeichnungen (Auswahl)
- 2004: Oscar-Nominierung in der Kategorie Beste visuelle Effekte für Fluch der Karibik
- 2004: BAFTA-Film-Award-Nominierung in der Kategorie Beste visuelle Effekte für Fluch der Karibik